# Karachiota azadirachtae
Karachiota azadirachtae är en insektsart som beskrevs av M. Firoz Ahmed 1969. Karachiota azadirachtae ingår i släktet Karachiota och familjen dvärgstritar. Inga underarter finns listade i Catalogue of Life.